# Vlajka Svatého Bartoloměje

Francouzská vlajka
Poměr stran: 2:3

Francouzská námořní vlajka
Poměr stran: 2:3
Poměr šířek: 30:33:37

Vlajka Svatého Bartoloměje je zároveň vlajkou Francie.
Ostrov Svatý Bartoloměj je ale i francouzským zámořským společenstvím (kód 977). Tento celek má i svou vlajku. Tato vlajka má pouze lokální nebo turistický charakter.

## Historie
Znak ostrova navrhla v roce 1977 heraldička Mireille Louisová a jeho podoba symbolizuje ve zkratce evropské mocnosti, které se postupně ostrova zmocňovaly. Vlajka ostrova, v podobě vlajkového znamení na bílém listu o poměru stran 2:3, je oficiálně poprvé prokazatelně uváděna od června 2006, neoficiálně od roku 1977. Na francouzských zámořských území se na lodích tradičně vyvěšovala vlajka se znakem na bílém listu.

Znak Svatého Bartoloměje
Vlajka zámořského společenství Svatý Bartoloměj Poměr stran: 2:3
Neoficiální (místní) vlajka Svatého Bartoloměje